# アビー・ジョンソン
アビー・ジョンソン（Abigail Pierrepont Johnson、1961年12月19日 - ）は、アメリカの億万長者の実業家。ジョンソンは2014年以来、アメリカの投資会社Fidelity Investments（FMR）の社長兼最高経営責任者であり、グループ会社であるFidelity International（FIL）の会長。フィデリティは、祖父のエドワード・ジョンソン2世によって設立されました。彼女の父エドワード・ジョンソン3世は、現在FMRの名誉会長。2013年3月現在、ジョンソン家は49％の株式を所有しており、ジョンソン自身が推定24.5％を保有していると言われる。
2016年11月、ジョンソンは会長に任命され、CEO兼社長を務め、全世界で45,000人の従業員を擁し、フィデリティをリードしている。ジョンソンの富は約160億ドルであり 、彼女は世界で最も裕福な女性の1人となっています。

## 初期の人生と教育
マサチューセッツ州ケンブリッジにある私立バッキンガム・ブラウン・ニコルズをに入学。ホバート＆ウィリアム・スミスにて1984年に美術史における学士号を取得。1985年から1986年にかけてブーズ・アレン・ハミルトンでコンサルタントとして短期間勤務した後、ジョンソンはハーバード・ビジネス・スクールでMBAを取得。

## フィデリティインベストメンツ
1988年にハーバードビジネススクールを卒業すると、ジョンソンは祖父のエドワードジョンソン2世が1946年に設立したフィデリティインベストメンツにアナリストおよびポートフォリオマネージャーとして加わりました。2001年に、彼女はFidelity Asset Managementの社長に昇進。2005年に、彼女は小売、職域、および機関投資家ビジネスの責任者となる。2012年に社長に指名され、2014年には1977年以来父親が務めていたCEOに就任。2016年に会長就任。2018年、ジョンソンはフィデリティに暗号通貨投資を導入し、機関投資家がビットコイン取引できるようにした。

## 政治
2016年、ジョンソンは、大統領選挙で法的に認められた最高額である2,700ドルを共和党大統領候補のジェブ・ブッシュに寄付しました。

## 賞と栄誉
ジョンソンは、資本市場規制委員会のメンバー。彼女は証券産業金融市場協会（SIFMA）の取締役会のメンバーです。金融サービスフォーラムの役員を務めた最初で唯一の女性です。
フォーブスはジョンソンを数年間、世界で最もパワフルな女性に挙げています。
| フォーブス：世界で最も強力な女性100人 | フォーブス：世界で最も強力な女性100人 |
| 年                                    | ランク                                |
| ------------------------------------- | ------------------------------------- |
| 2019年                                | 7                                     |
| 2018年                                | 5                                     |
| 2017年                                | 7                                     |
| 2016年                                | 16                                    |
| 2015                                  | 19                                    |
| 2014                                  | 34                                    |

- 億万長者のリスト